# Маложиленко Ганна Карпівна
Маложиленко Ганна Карпівна (15 січня 1902 року, містечко Великі Будища Зіньківського повіту Полтавської губернії — 11 березня 1986 року, селище Артемівка Чутівського району Полтавської області) — Герой Соціалістичної Праці (30.04.1948), новатор сільськогосподарського виробництва.
Із 1943 по 1960 рік працювала ланковою Артемівського відділку цукрорадгоспу цукрокомбінату ім. Артема. Ланка Маложиленко весь час отримувала високі врожаї зернових і технічних культур.
Обиралася депутатом Чутівської районної ради. Учасниця Всесоюзної сільськогосподарської виставки. Персональний пенсіонер союзного значення (з 1960). Звання Героя Соціалістичної Праці отримала за вирощений урожай жита 34,38 ц/га на площі 9 га.

## Нагороди
- Орден Леніна (1948)
- медаль «Серп і Молот»
- медаль «За трудову доблесть»